# NTTグループ
NTTグループ（エヌ・ティ・ティグループ、英: NTT Group）は、1985年に日本電信電話公社の民営化により誕生したNTT株式会社 を中核とした日本有数の通信事業グループ。

## 概要

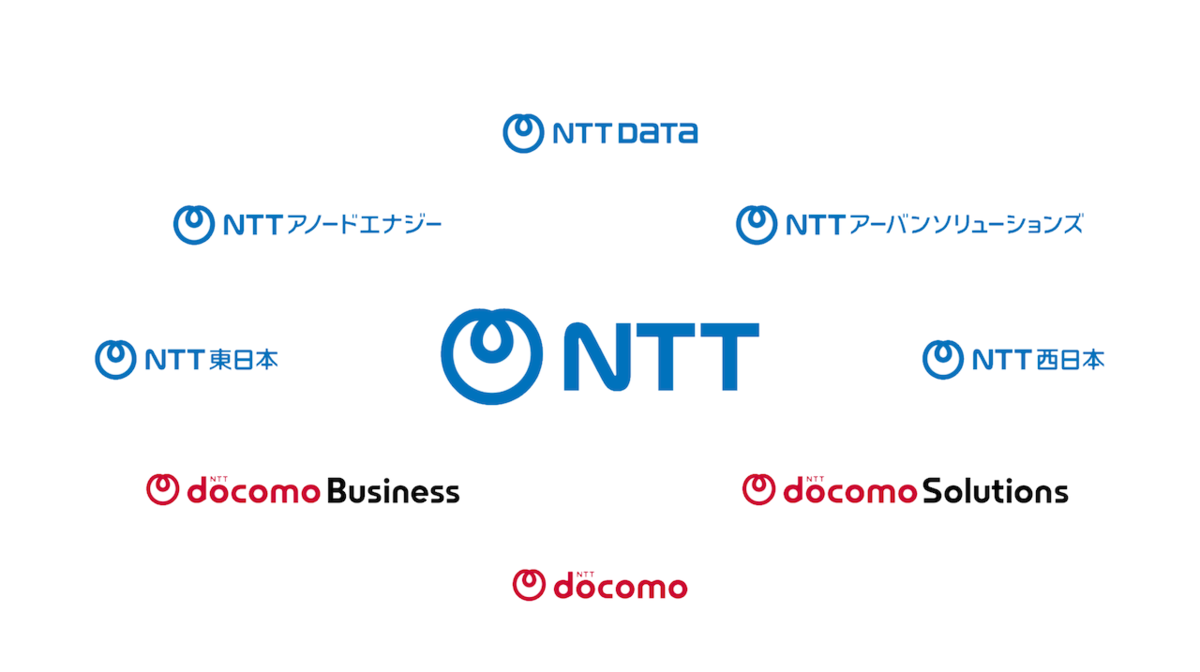
NTTグループ主要8社

NTTグループは、統括持株会社のNTTと連結子会社967社、及び関連会社141社で構成され、「総合ICT事業」「地域通信事業」「グローバル・ソリューション事業」を主力事業としている。持株会社であるNTTを中核に、NTT東日本、NTT西日本、NTTドコモ、NTTドコモビジネス、NTTドコモソリューションズ、NTTデータグループ、NTTアーバンソリューションズ、NTTアノードエナジーの各社はNTTグループ主要8社と呼称される。
また資産規模、人員数、顧客数、取引先数などを含め総合的に鑑みると日本最大級の企業体である。NTT本体は民営企業であるものの、日本電信電話株式会社等に関する法律（NTT法）の規制下にあり、これは子会社であるNTT東日本とNTT西日本も同様である（その他のグループ会社には適用されない）。
2002年11月1日の商業登記規則改正までアルファベット表記での商号登記が認められていなかったため、改正前に設立された「NTT」の名がつくグループ会社は登記上ではカタカナ表記の「エヌ・ティ・ティ」となっている。
NTTグループ各社のうち、NTT東日本、NTTドコモ、NTTデータ東北はACジャパン（旧：公共広告機構）の正会員企業である。

## 経緯
参照：

### 再編成前
公社時代では法的な制約が厳しく、事業運営上、必要最小限の範囲で委託会社などへの出資しか認められていなかった。しかし1985年4月1日の民営化に伴い、NTT法の下で郵政大臣（当時）の認可を受けた上で、その目的を達成するために必要な業務を営むことができるとされ、組織のスリム化と事業領域の拡大をめざし、新しい分野への進出をはかった。民営化後、当初のNTTグループ戦略は、子会社設立の性格から3つの分野に分けられる。
第一分野：事業部をNTT本体から切り離した事業分離型会社（NTTデータ通信（現：NTTデータ））
第二分野：NTT本体の専門機能を集約特化して分社化する機能分社型会社（NTT電力建築事業企画（現：NTTファシリティーズ））
第三分野：事業領域の拡大を目指した新規事業会社（NTTソフトウエア（現：NTTテクノクロス）、NTTぷらら（後にNTTドコモに合併））
1990年3月30日、郵政省（当時）は「日本電信電話株式会社法附則第2条に基づき講ずるべき措置公表」において、「移動体通信分野における公正有効競争を実現するため、移動体通信業務を一両年内を目途にNTTから分離し、移動体通信業務を営むこととなる会社については、これを完全民営化する」 とした。これにより、1990年付でNTTの移動体業務を分離する形でNTT移動通信企画（現：NTTドコモ）が誕生した。
1995年より始まった「NTTの在り方の検討」による再編成に控え、NTTはグループ各社への業務の移管を推進しつつ、既存子会社の整理・再編・統合と再編成に向けた検討と改変を進めた。

### 再編成後
1999年7月の再編成後、NTTはグループ経営を進めていく上での基本的考え方を整理し、2000年4月から4年間「NTTグループ3ヵ年経営計画」の策定・具体化を進めた。この策定において、グループ会社のミッションの明確化をはかるため、グループ会社をNTT法による規制の有無と業態により第1類から第4類に分類した。
第1分類（規制会社 / NTT法対象）
：情報流通基盤としてのアクセス回線の光化等サービスの高度化・低廉化・多様化。財務基盤の確立とユニバーサル・サービスの安定的提供。地域通信市場の競争の本格化に向けた競争力強化。
| - 東日本電信電話（現：NTT東日本） |  | - 西日本電信電話（現：NTT西日本） |

第2分類（競争会社）
：自由競争下での情報流通サービス事業の拡大、国際展開競争力の強化（※NTT法の対象外）。
| - NTTドコモ - NTTデータ（現：NTTデータグループ） |  | - NTTコミュニケーションズ（現：NTTドコモビジネス） |

第3分類（経営資源活用会社）
：受託業務の効率化によるサービス提供会社（第1類及び第2類）の競争力強化、受託業務での技術・ノウハウを活用した事業領域の拡大等（※NTT法の対象外）。
| - NTTコムウェア（現：NTTドコモソリューションズ） - NTT-MEなど |  | - NTTファシリティーズ |

第4分類（新事業開拓会社）
：グループ外市場における新事業領域の開拓（※NTT法の対象外）
| - NTTイノベーティブデバイス - GrRホームネット（後のNTTぷらら）など |  | - NTTPCコミュニケーションズ |

#### グループ体制の見直し
NTTグループ各社は、時勢に応じ随時見直しが行われている。
- 2008年7月、携帯電話事業を営むNTTドコモは地域各社を統合し1社体制に移行した。
- 2018年秋、国際市場への競争力強化を図るため、NTTの傘下にグローバル持株会社として初代NTT株式会社（NTT, Inc.）を設立。NTTコミュニケーションズ、NTTデータ他4社を同社の子会社とした[11][12]。
- 2020年12月25日、NTTが、NTTドコモを完全子会社化[13][14][15]。
- 2022年1月1日、NTTドコモがNTTコミュニケーションズ、NTTコムウェアの両社を子会社化[16]。これにより、グループの長距離・モバイル通信事業はドコモグループに集約されることとなった。
- 2022年10月1日、2018年より進めてきた法人向けグローバル事業の再編について、NTT, Inc.をNTT DATA, Inc.[注 4]としてNTTデータのグローバル事業統括会社に移行させたうえで、NTTデータとNTT Limitedの当該事業を統合した[17][18][19]。
- 2023年7月、NTTデータが持株会社体制へ移行、NTTデータグループを設立[20][21]。
- 2023年7月1日、NTTビジネスアソシエおよびNTTラーニングシステムズの経営統合により、NTT ExCパートナー設立[22]。
- 2024年7月1日、総合ICT事業[23][24] とヘルスケア・メディカル事業[25][26] の再編をそれぞれ実施。

| （1）総合ICT事業 ① NTTドコモがグローバル事業の統括会社として、NTTドコモ・グローバルを設立。 ② NTT DigitalやNTTドコモUSAなど一部子会社を、NTTドコモ・グローバルに移管。 |  | （2）ヘルスケア・メディカル事業 ① NTTプレシジョンメディシン（旧NTTライフサイエンス）が新医療リアルワールドデータ研究機構と、クリニカルサポートを子会社化。 ② NTTプレシジョンメディシンは同年10月付で、NTTイノベーティブデバイスの電子カルテ事業を承継。 |

- 2024年12月29日、各メディアが、「NTTが2025年内にも正式社名の日本電信電話を変更する」と報道する[27][28][29][30][31][32]。
- 2025年7月1日、NTTを含むグループ会社の社名を変更、CI（コーポレート・アイデンティティ）も刷新された[33][34][35]。

| 1. 日本電信電話 → 2代目NTT 3. 西日本電信電話 → NTT西日本 5. NTTコムウェア → NTTドコモソリューションズ |  | 2. 東日本電信電話 → NTT東日本 4. NTTコミュニケーションズ → NTTドコモビジネス |

以下、太字は重要会社、「東証PRM」は東証プライム市場、「東証STD」は東証スタンダード市場、「東証GRT」は東証グロース市場をそれぞれ示す。

## 統括持株会社
NTT株式会社【東証PRM・9432】- NTTグループ全体の経営戦略の策定および基盤的研究開発の推進。旧日本電信電話。

### R&D
| - 株式会社NTT AI-CIX（NTT 100.0%）- スマートデータサイエンス事業 |  | - NTT Research, Inc.（NTT 100.0%）- 米国での研究開発 |

## 総合ICT事業
携帯電話事業、国内電気通信事業における県間通信サービス、国際通信事業、ソリューション事業、システム開発事業およびそれに関連する事業等（携帯電話サービス、ドコモ光等）

### NTTドコモ
株式会社NTTドコモ（NTT 100.0%）- 日本最大の電気通信事業者
【地域会社】
| - 株式会社ドコモCS北海道（NTTドコモ 100.0%） - 株式会社ドコモCS（NTTドコモ 100.0%） - 株式会社ドコモCS北陸（NTTドコモ 100.0%） - 株式会社ドコモCS中国（NTTドコモ 100.0%） - 株式会社ドコモCS九州（NTTドコモ 100.0%） |  | - 株式会社ドコモCS東北（NTTドコモ 100.0%） - 株式会社ドコモCS東海（NTTドコモ 100.0%） - 株式会社ドコモCS関西（NTTドコモ 100.0%） - 株式会社ドコモCS四国（NTTドコモ 100.0%） |

【通販・広告】
- 株式会社オークローンマーケティング（NTTドコモ 55.75%）- TVショッピング「Shop Japan」の企画・運営等

| - 株式会社インターワールド（OLM 100.0%）- OLMのインハウス広告エージェンシー - 欧可隆商貿（深圳） 有限公司（OLM 100.0%）- 深圳市法人 |  | - 株式会社データワイズ（関連会社）- 人流分析ツールの開発等 - Oak Lawn Marketing International Inc.（OLM 100.0%）- 米国法人 |

- 株式会社D2C（NTTアド、電通グループとの共同出資）- デジタルマーケティング（DM）業務

| - 株式会社D2C R（D2C 100.0%）- インターネット広告等 - 株式会社D2C X（D2C 100.0%）- グローバル事業 |  | - 株式会社D2C ID（D2C 100.0％）- 統合マーケティング業等 |

| - 株式会社ミナカラ（NTTドコモ 100.0%）- eコマース事業、医薬品開発事業 - 株式会社LIVE BOARD（電通グループ、博報堂との共同出資）- DOOH広告配信プラットフォームの運営等 |  | - 株式会社Prism Partner（NTTドコモ 51.0%、サイバーエージェント 49.0%）- デジタル販促事業、デジタル広告事業 |

【ソリューション】
- 株式会社NTTコノキュー（NTTドコモ 100.0%）- XR事業の推進

| - 株式会社ジーン（NTTコノキュー 100.0%）- PCゲームソフトウェアの企画・開発など |  | - 株式会社NTTコノキューデバイス（シャープとの共同出資）- XRデバイスの企画・開発 |

| - 株式会社クロスリスティング（NTTドコモ 100.0%）- マーケティングソリューション事業 - 株式会社DearOne（博報堂他との共同出資）- DMツールの提供等 - 株式会社ドコモ・ためタン（NTTドコモ 100.0%）- 法人向けコンテンツの企画・運営等 - 株式会社複合現実製作所（NTTドコモ 100.0%）- 建設業向けXRサービスの提供等 |  | - NTTレゾナント・テクノロジー株式会社（NTTドコモ 100.0%）- Remote TestKit事業、アプリ開発事業 - 株式会社みらい翻訳（NTTドコモ 61.01%）- 機械翻訳のソフトウェア・ソリューションの設計・開発等 - 株式会社teket（NTTドコモ 100.0%）- 電子チケットサービスの企画・開発 - 株式会社e-Craft（NTTドコモ 100.0%）- プログラミング教室の運営等 |

【エンターテインメント】
| - タワーレコード株式会社（NTTドコモ 50.61%、セブン&アイホールディングス 45.0%）- 音楽関連製品の販売等 - 株式会社ドコモ・アニメストア（NTTドコモ 60.0%、KADOKAWA 40.0%）- VODサービス「dアニメストア」の運営等 - 株式会社アイキャスト（NTTドコモ 100.0%）- 映像配信サービス「ひかりTV」の運営等 |  | - 株式会社NTTドコモ・スタジオ&ライブ（NTTドコモ 66.64%、FANY(吉本興業グループ) 33.34%）- 総合エンターテインメント事業 - 株式会社MUGENUP（NTTドコモ 100.0%）- 国内最大級のコンテンツ制作スタジオ「MUGEN FACTORY」の運営等 - 株式会社ドコモ・バイクシェア（NTTドコモ 85.0%）- サイクルシェアリング事業等 |

【スポーツ】
| - 株式会社ジャパンナショナルスタジアム・エンターテインメント（前田建設工業、Jリーグ、SMFLみらいパートナーズとの共同出資）- 国立競技場の統括管理・運営等 |  | - 株式会社NTT Sports X（NTTドコモ 100.0%）- ラグビーチーム「浦安D-Rocks」の運営など - 株式会社愛知国際アリーナ（前田建設工業、AEG他との共同出資）- 愛知国際アリーナの運営、維持管理業務 |

【金融業】
| - 株式会社ドコモ・ファイナンス（NTTドコモ 66.0%、オリックス 34.0%）- 個人向けカードローンサービスの運営。旧オリックス・クレジット。 - 株式会社ドコモ・ファイナンス債権回収（ドコモ・ファイナンス 100.0%） - 債権回収会社。 |  | - 株式会社NTTドコモ・ベンチャーズ（NTTドコモ 100.0%）- ベンチャー企業への投資を行う投資ファンドの運営等 |

【証券業】
- ドコモマネックスホールディングス株式会社（NTTドコモ 49.0%、マネックスグループ 51.0%）- 持株会社
  - マネックス証券株式会社（ドコモマネックスHD 100.0％）- 証券事業

【保険業】
| - 株式会社ドコモ損害保険ホールディングス（NTTドコモ 100.0%）- 持株会社 - 株式会社ドコモ損害保険（ドコモ損保HD 100.0%）- 再保険事業 |  | - 株式会社ドコモ・インシュアランス（NTTドコモ 100.0%）- デジタル保険代理店事業、InsurTech（インシュアテック）事業 |

【機能分担会社】
| - ドコモ・テクノロジ株式会社（NTTドコモ 100.0%）- R&D等 - ドコモ・サポート株式会社（NTTドコモ 100.0%）- インフォメーションセンターの運営等 |  | - 株式会社ドコモ・プラスハーティ（NTTドコモ 100.0%）- 特例子会社 |

【NTT DOCOMO GLOBAL】
- 株式会社NTTドコモ・グローバル（NTTドコモ 100.0%）- グローバル事業の統括

| - 株式会社NTT Digital（NTTドコモ・グローバル 100.0%）- Web3事業の推進 - 株式会社NTT Digital Exchange（NTT Digital 100.0%）- 暗号資産事業 - NTT DOCOMO USA, Inc.（NTTドコモ・グローバル 100.0%）- 米国法人 |  | - 株式会社OREX SAI（NTTドコモ・グローバル 66.0%、日本電気 34.0%）- オープンRAN事業 - NTT DOCOMO ASIA Pte. Ltd.（NTTドコモ・グローバル 100.0%）- シンガポール法人 - DOCOMO Europe Limited（NTTドコモ・グローバル 100.0%）- 英国法人 |

【アジア・パシフィック】
| - 都客夢（上海）通信技術有限公司（NTTドコモ 100.0%）- 上海市法人 - PLDT Inc.（NTTドコモ 100.0%）- フィリピン法人 - RSUPPORT Co., Ltd.（NTTドコモ 100.0%）- 韓国法人 |  | - 多科莫北京通信実験室有限公司（NTTドコモ 100.0%）- 北京市法人 - DOCOMO PACIFIC, Inc.（NTTドコモ 100.0%）- 米国領マリアナ諸島・グアム現地法人 |

【欧州】
- DOCOMO Communications Laboratories Europe GmbH（NTTドコモ 100.0%）- ドイツ法人

【米州】
| - DOCOMO Innovations, Inc.（NTTドコモ 100.0%）- 米国法人 |  | - DCM Reinsurance Company, Inc.（NTTドコモ 100.0%）- 米国法人 |

### NTTドコモビジネス
NTTドコモビジネス株式会社（NTTドコモ 100.0%）- 法人向けICTサービス・ソリューション事業、国際通信事業等。旧NTTコミュニケーションズ。
- 株式会社ドコモビジネスソリューションズ（NTTドコモビジネス 100.0%）- 法人向け事業全般

【IT関連サービス】
| - 株式会社NTT PCコミュニケーションズ（NTTドコモビジネス 100.0%）- 総合インターネット事業 - 株式会社Phone Appli（NTTドコモビジネス 100.0%）- クラウドサービス - NTTコム オンライン・マーケティング・ソリューション株式会社（NTTドコモビジネス 100.0%）- DM事業、データ&アナリティクス事業 |  | - NTT Com DD株式会社（NTTドコモビジネス 100.0%）- グローバルITソリューション - NTTビズリンク株式会社（NTT東日本との共同出資）- データセンター事業等 - NTTコム チェオ株式会社（NTTドコモビジネス 100.0%）- コールセンター業務等 - 株式会社NTTアクア（NTTドコモビジネス 100.0%）- 陸上養殖システムのR&D等 |

【アカデミー】
| - 株式会社コードタクト（NTTドコモビジネス 100.0%）- 授業支援システム「schoolTakt」の開発・提供等 |  | - 株式会社ドコモgacco（NTTドコモビジネス 95.3%）- 大学講座の運営等 |

【エンジニアリング】
| - NTTコム エンジニアリング株式会社（NTTドコモビジネス 100.0%）- 電気通信工事業等 - NTTワールドエンジニアリングマリン株式会社（NTTドコモビジネス 100.0%）- 海底ケーブル事業等 |  | - 株式会社エヌ・エフ・ラボラトリーズ（NTTドコモビジネス 60.0%、FFRIセキュリティ 40.0%）- サイバーセキュリティ関連業務（R&D、研修等） |

【フィンテック】
- NTTスマートトレード株式会社（NTTドコモビジネス 100.0%）- 各種決済サービス

【アジア】
| - 恩梯梯通信系統（中国）有限公司（NTTドコモビジネス 100.0%）- 上海市法人 - NTT Com Asia Limited（NTTドコモビジネス 100.0%）- 香港法人 |  | - 上海恩梯梯通信工程有限公司（NTTドコモビジネス 100.0%）- 上海市法人 - Mobile Innovation Co., Ltd.（Loxley PCLとの共同出資）- タイ法人 |

### NTTドコモソリューションズ
NTTドコモソリューションズ株式会社（NTTドコモ 66.6％、NTT 33.4％）- 大手システムインテグレーター（Sler）。旧NTTコムウェア。
| - NTTインターネット株式会社（NTTドコモソリューションズ 100.0%）- 決済情報サービス事業、情報システム事業 |  | - ドコモ・データコム株式会社（NTTドコモソリューションズ 83.1%、NTTデータ 16.9%）- 総合IT事業 |

株式会社インテージホールディングス【東証PRM・4326】（NTTドコモ 51.0%）- 持株会社
【マーケティング支援（消費財・サービス）】
- 株式会社インテージ（インテージHD 100.0%）- 日本最大のパネル市場調査会社

| - 株式会社インテージリサーチ（インテージ 100.0%）- カスタムリサーチ - 株式会社プログラミングファスト（インテージ 35.3％、マーケティングアプリケーションズ 64.7%）- ITテクノロジーカンパニー |  | - 株式会社リサーチ・アンド・イノベーション（インテージ 61.4%）- カスタムリサーチ、プロモーションリサーチ - INTAGE USA Inc.（インテージ 100.0%）- 米国法人 |

- 株式会社データスプリング（インテージHD 100.0%）- インターネット市場調査、パネルの構築

| - dataSpring Korea Inc.（データスプリング 98.0%）- 韓国法人 - dataSpring Philippines, Inc.（データスプリング 99.8%）- フィリピン法人 - 上海道道永泉市場調査有限公司（データスプリング 75.0%）- 上海市法人 |  | - dataSpring Global Research USA, Inc.（データスプリング 100.0%）- 米国法人 - dataSpring Singapore PTE LTD（データスプリング 100.0%）- シンガポール法人 |

| - 株式会社ドコモ・インサイトマーケティング（インテージHD 100.0%）- マーケティング支援事業 - 英徳知市場諮詢（上海）有限公司（インテージHD 90.0%）- 上海市法人 - Shanghai Harvest Market Consulting Co., Ltd.（INTAGE CHINA 51.0%）- 上海市法人 - PT. INTAGE INDONESIA（インテージHD 60.0%）- インドネシア法人 |  | - INTAGE (Thailand) Co., Ltd.（インテージHD 100.0%）- タイ法人 - INTAGE Vietnam LLC（インテージHD 100.0%）- ベトナム法人 - INTAGE Singapore Pte. Ltd.（インテージHD 100.0％）- シンガポール法人 - INTAGE India Pvt Ltd.（インテージHD 91.0%）- インド法人 |

【マーケティング支援（ヘルスケア）】
- 株式会社インテージヘルスケア（インテージHD 100.0%）- 医薬品の市場調査。旧アンテリオ。

| - 株式会社インテージリアルワールド（インテージヘルスケア 100.0%）- ヘルスケアリサーチ。旧医療情報総合研究所。 - 株式会社プラメド（インテージヘルスケア 100.0%）- ヘルスケアリサーチ |  | - 株式会社協和企画（インテージヘルスケア 100.0%）- 医療専門の広告会社 - Plamed Korea Co., Ltd.（インテージヘルスケア 51.0％、Hankook Research 49.0%）- 韓国法人 |

【ビジネスインテリジェンス】
- 株式会社インテージテクノスフィア（インテージHD 100.0%）- 総合IT事業。旧インテージ長野。

| - 株式会社データエイジ（インテージテクノスフィア 100.0%）- IT関連業務、インフラの提供 - エヌ・エス・ケイ株式会社（インテージテクノスフィア 100.0%）- アプリ・システム開発 |  | - 株式会社ビルドシステム（インテージテクノスフィア 100.0%）- インフラの提供、システム開発 |

- 株式会社高速屋（インテージHD 40.0%、デンソー 60.0%）- IoTサービス等

【コーポレート業務】
| - 株式会社インテージ・アソシエイツ（インテージHD 100.0％）- シェアードサービス事業 |  | - INTAGE Open Innovation投資事業有限責任組合（インテージHD 96.0％、SBIインベストメント 4.0%）- ベンチャー企業への投資 |

## 地域通信事業
国内電気通信事業における県間通信サービスの提供、及びそれに附帯する事業等（フレッツ光、コラボ光など）

### NTT東日本
NTT東日本株式会社（NTT 100.0%）- 東日本地域における地域電気通信業務、及びこれに附帯する業務、目的達成業務、活用業務。旧東日本電信電話。
【地域会社】
| - 株式会社NTT東日本-北海道（NTT東日本 100.0%） - 株式会社NTT東日本-関信越（NTT東日本 100.0%） |  | - 株式会社NTT東日本-東北（NTT東日本 100.0%） - 株式会社NTT東日本-南関東（NTT東日本 100.0%） |

【情報通信エンジニアリング】
| - 株式会社NTT-ME（NTT東日本 100.0%）- 総合エンジニアリング企業 - NTTブロードバンドプラットフォーム株式会社（NTT東日本 100.0%）- Wi-Fi専業会社 |  | - NTTレンタル・エンジニアリング株式会社（NTT東日本 100.0%）- 計測器・測定器等のレンタル会社 |

【SI・情報通信処理】
| - NTTテレコン株式会社（NTT東日本 100.0%）- ライフライン事業者向けIoTサービスの提供等 |  | - 日本テレマティーク株式会社（NTT東日本 51.0％、伊藤忠商事 49.0%）- ICTソリューションカンパニー |

【電話帳・印刷・ビジネスマーケティング】
| - NTTタウンページ株式会社（NTT東日本 100.0%）-「タウンページ」の発行等 |  | - NTT印刷株式会社（NTT東日本 40.5%、NTTコムウェア 39.3%、NTTタウンページ 20.2%）- 総合印刷会社 |

【テレマーケティング】
| - 株式会社NTT東日本サービス（NTT東日本 100.0%）- コールセンター業務等 |  | - 株式会社NTTネクシア（NTTドコモ、NTTコムウェア、NTTデータとの共同出資）- BPO業務等 |

【不動産】
| - 株式会社NTT東日本プロパティーズ（NTT東日本 90.0%、NTTファシリティーズ 10.0%）- 不動産の管理運営等 |  | - 株式会社NTTル・パルク（NTT東日本 100.0%）- コインパーキングの運営等 |

【金融・カード】
- 株式会社NTTカードソリューション（NTTドコモとの共同出資）- ICカード、テレホンカードの発行等

【ファシリティマネジメント・福利厚生】
- テルウェル東日本株式会社（NTTコム、NTTドコモ、NTTデータグループとの共同出資）- 総合商社

| - テルウェル東日本アイピーエス株式会社（テルウェル東日本 100.0%）- 請求書、商品券等の発行代理業務 |  | - 株式会社アイ・エス・エス（テルウェル東日本 52.94%、ヤマトシステム開発 47.06%）- 書類の電子化・廃棄等 |

【移動体通信・クラウド】
| - 日本空港無線サービス株式会社（NTT東日本 100.0%）- 空港無線電話サービス、航空無線サービスの提供等 |  | - ネクストモード株式会社（クラスメソッドとの共同出資）- クラウドサービスの提供等 |

【国際】
- NTTイーアジア株式会社（NTT東日本 100.0%）- グローバルICT事業。旧NTTベトナム。

| - NTT e-Asia Pte. Ltd.（NTT e-Asia 100.0%）- シンガポール法人 |  | - NTT e-MOI JSC（NTT e-Asia 99.5%）- ベトナム法人。旧OCG Technology JSC。 |

【食農・畜産・酪農・資源循環】
| - 株式会社NTTアグリテクノロジー（NTT東日本 100.0%）- アグリビジネス・第一次産業の専業会社 |  | - 株式会社ビオストック（バイオマスリサーチ（帯広畜産大学発祥のベンチャー企業）との共同出資）- バイオガスプラント事業、DXソリューション事業等 |

【まちづくり】
| - 株式会社NTT e-Drone Technology（ OPTiM、WorldLink&Companyとの共同出資）- ドローン事業 - 株式会社NTT Landscape - テルウェル東日本とのキャンプ場の共同運営等 |  | - 株式会社NTT-e-Sports（NTT東日本 100.0%）- eスポーツを通じた地域循環型まちづくり事業 - 株式会社NTT ArtTechnology（NTT東日本 100.0%）- 文化芸術のデジタル化等を用いた地域おこし |

【コンサルティング・リスクマネジメント】
| - 株式会社NTT DXパートナー（NTT東日本 100.0%）- 自治体や中小企業、大学などに向けたDXの導入支援等 |  | - 株式会社NTT Risk Manager（東京海上日動火災保険、トレンドマイクロとの共同出資）- リスクマネジメントカンパニー |

### NTT西日本
NTT西日本株式会社（NTT 100.0%）- 西日本地域における地域電気通信業務およびこれに附帯する業務、目的達成業務、活用業務。旧西日本電信電話。
【エンジニアリング・マーケティング・コンサルティング】
- NTTビジネスソリューションズ株式会社（NTT西日本 100.0%）- 情報通信・ICTコンサルティング事業等

| - NTT西日本ビジネスフロント株式会社（テルウェル西日本との共同出資）- DX推進事業等 |  | - 株式会社NTTビジネスソリューションズMCS（NTT-BS 100.0%）- 情報通信に関するフルアウトソーシング業務 |

| - 株式会社NTTフィールドテクノ（NTT西日本 100.0%）- 通信設備の設計・構築・保守等 - 株式会社地域創生Coデザイン研究所（NTT西日本 100.0%）- 地域活性化の推進事業等 |  | - 株式会社NTTビジネスアソシエ西日本（NTT西日本 51.0%、NTT ExCパートナー 49.0%）- シェアードサービス - 株式会社NTTマーケティングアクトProCX（NTT西日本 100.0%）- BPO業務 |

【SI・情報通信処理】
| - NTTメディアサプライ株式会社（NTT西日本 100.0%）- 集合住宅向け光ファイバーサービスの提供等 - NTTソルマーレ株式会社（NTT西日本 100.0%）- 日本最大級の総合電子書籍ストア「コミックシーモア」の運営 - 株式会社ジャパン・インフラ・ウェイマーク（東京電力パワーグリッド、北陸電力他8社との共同出資）- ドローン等を用いたインフラ点検の活動支援 - NTT PARAVITA株式会社（NTT西日本 51.0%、パラマウントベッド 49.0%）- ICTを活用したヘルスケア事業 |  | - NTTスマートコネクト株式会社（NTT西日本 100.0%）- ハウジングサービス、クラウドサービス、ストリーミングサービスの展開等 - 株式会社メディアプラットフォームラボ（radiko、朝日放送グループHDとの共同出資）- 放送支援会社 - 株式会社NTTSportict（朝日放送グループHDとの共同出資）- AIによるスポーツ自動撮影ソリューションの提供 - 株式会社NTT EDX（NTT東日本、大日本印刷との共同出資）- ICTを活用した教育支援事業 |

【不動産活用等】
- テルウェル西日本株式会社（NTTコム、NTTドコモ、NTTデータグループとの共同出資）- スマートビルメンテナンス業務等

| - 株式会社電電広告（テルウェル西日本 100.0%）- 広告業 - 近電写真工業株式会社（テルウェル西日本 100.0%）- 印刷業、DX支援等 - 株式会社データプラス（テルウェル西日本 100.0%）- データ入力・情報処理 |  | - 株式会社広告通信社（テルウェル西日本 100.0%）- 総合広告代理店 - 株式会社テルテック四国（テルウェル西日本 100.0%）- 各種設備のメンテナンス業務 |

- 株式会社NTT西日本アセット・プランニング（NTT西日本 51.0％、NTT-US 49.0％）- 不動産利活用事業

【その他】
| - 株式会社NTT西日本ルセント（NTT西日本 100.0%）- 特例子会社 |  | - 株式会社Actibaseふくい（熊谷組、住友林業他8社との共同出資）- 地域観光事業会社 |

## グローバル・ソリューション事業
システムインテグレーション、ネットワークシステム、クラウド、グローバルデータセンター及びそれに関連する事業など（クラウドサービス、データセンタサービスなど）
株式会社NTTデータグループ【東証PRM・9613】（NTT 57.73%）- グローバル・ソリューション事業の統括

### NTTデータ
株式会社NTTデータ（NTTデータグループ 100.0%）- 日本最大のシステムインテグレーター（Sler）
【地域会社】
| - 株式会社NTTデータ北海道（NTTデータ 100.0%） - 株式会社NTTデータ信越（NTTデータ 100.0%） - 株式会社NTTデータ北陸（NTTデータ 100.0%） - 株式会社NTTデータ四国（NTTデータ 100.0%） - 株式会社NTTデータ九州（NTTデータ 100.0%） |  | - 株式会社NTTデータ東北（NTTデータ 100.0%） - 株式会社NTTデータ東海（NTTデータ 100.0%） - 株式会社NTTデータ関西（NTTデータ 100.0%） - 株式会社NTTデータ中国（NTTデータ 100.0%） |

【公共・社会基盤】
| - 株式会社NTTデータ・アイ（NTTデータ 100.0%）- システム設計・開発事業 |  | - 株式会社NTTデータMCS（富士通Japan、松戸市他との共同出資）- 第三セクター事業 |

【金融】
- 株式会社NTTデータフィナンシャルテクノロジー（NTTデータ 100.0%）- 金融機関向けシステム開発・開発事業
- 日本電子計算株式会社（「JIP」、NTTデータ 100.0%）- 証券分野、公共分野での総合的なITサービスの提供等

| - ジップインフォブリッジ株式会社（JIP 100.0%）- ITサービスの提供等 - ジェイエスフィット株式会社（日本証券金融との共同出資）- ICTサービス - 三重データ通信株式会社（NECグループとの共同出資）- トータル・ソリューション・プロバイダー |  | - JIPテクノサイエンス株式会社（JIP 100.0%）- ユーザー系（土木・建設分野向け）Sler - インテグレート・システム株式会社（極洋との共同出資）- 金融系Sler |

| - NTTデータカスタマサービス株式会社（「CS」、NTTデータ 100.0%）- ITインフラ全般の保守業務 - NTTデータカスタマサービステクノロジ株式会社（CS 100.0%）- コンピュータシステム、ネットワークシステムの工事・保守等 |  | - NTTデータルウィーブ株式会社（NTTデータ 100.0%）- ITベンダー業務 - 株式会社NTTデータフロンティア（NTTデータ 100.0%）- 金融システムの開発・運用等 |

【法人・ソリューション】
| - 株式会社NTTデータCCS（NTTデータ 60.0%、ENEOSシステムズ 40.0%）- ENEOS、JX金属のシステムサポート等 - ネットイヤーグループ株式会社【東証GRT・3622】（NTTデータ 48.5%）- インターネットビジネスに特化したコンサルティング業務 - 株式会社NTTデータSMS（NTTデータ 100.0%）- 情報システムの管理運用等 - 株式会社NTTデータNJK（NTTデータ 100.0%）- DX事業等 |  | - 株式会社NTTデータMSE（NTTデータ 45.0%、パナソニックHD 40.0%、デンソー 15.0%）- IoTサービス事業、プロダクトサービス事業等 - 株式会社NTTデータセキスイシステムズ（NTTデータ 60.0%、積水化学工業 40.0%）- 積水化学グループ向けDXの導入支援等 - 株式会社ペイジェント（NTTデータ 50.0%、三菱UFJニコス 50.0%）- 決済代行サービス、決済インフラ事業等 |

【SAP】
| - 株式会社NTTデータ グローバルソリューションズ（NTTデータ 100.0%）- SAP事業の中核企業 - 株式会社NTTデータ・ビジネスブレインズ（NTTデータ 70.0%、日本板硝子 30.0%）- グローバルSAP事業 - 株式会社クニエ（NTTデータ 100.0%）- ビジネスコンサルティング業務 |  | - 株式会社NTTデータ・ウェーブ（NTTデータ 80.1%、日本たばこ産業 19.9%）- 先進的な企業情報システムの構築等 - 株式会社JSOL（NTTデータ 50.0%、日本総合研究所 50.0%）- システム設計・開発 |

【その他】
- 株式会社NTTデータ・イントラマート【東証STD・3850】（「IM」、NTTデータ 47.67%）- パッケージソフトウェア事業等

| - 株式会社NTTデータ・イントラマートCSI（IM 100.0%）- システム開発・技術支援等 - 株式会社BiXiコンサルティング（IM 100.0％）- コンサルティング業務 |  | - 株式会社NTTデータIMジェイエスピー（IM 100.0%）- システム開発・技術支援等 - 恩梯梯数据英特瑪軟件系統（上海）有限公司（IM 60.0%）- 上海市法人 |

### NTT DATA
株式会社NTT DATA, Inc.（NTTデータグループ 55.0%、NTT 45.0%）- グローバル事業統括会社
【北米】
- NTT Data International L.L.C.（「NDI」、NTT DATA, Inc. 100.0%）- 北米事業子会社の統括

| - NTT DATA Services International Holdings B.V.（NDI 100.0%）- オランダ法人 - NTT DATA Services Holdings Corporation（SIH 100.0%）- 米国法人 - NTT DATA Services, LLC.（SHC 100.0%）- 米国法人 |  | - NTT DATA Americas, Inc.（NDI 100.0%）- 米国法人 - NTT Managed Services Americas, LLC（NDI 100.0%）- 米国法人 - NTT DATA Canada, Inc.（NDI 100.0%）- カナダ法人 |

- NTT Global Sourcing, Inc.（NTT DATA, Inc. 100.0%）- グローバル分野での調達専門会社

【EMEA・中南米】
- NTT DATA Europe & Latam, S.L.U.（「NTT DATA E&L」、NTT DATA, Inc. 100.0%）- EMEA・中南米事業子会社の統括

| - NTT DATA EMEA LTD.（NTT DATA E&L 100.0%）- 英国法人 - NTT DATA Italia S.p.A.（NTT DATA E&L 100.0%）- イタリア法人 |  | - NTT DATA Spain, S.L.U.（NTT DATA E&L 100.0%）- スペイン法人 - NTT DATA Business Solutions AG（NTT DATA E&L 100.0%）- ドイツ法人 |

【APAC】
- NTT DATA Asia Pacific Pte. Ltd.（「NTT DATA APAC」、NTT DATA, Inc. 100.0%）- APAC事業子会社の統括

| - VietUnion Online Service Corporation（NTT DATA APAC 100.0%）- ベトナム法人 - NTT DATA Hong Kong Ltd（NTT DATA APAC 100.0%）- 香港法人 - NTT DATA Singapore Pte. Ltd.（NTT DATA APAC 100.0%）- シンガポール法人 |  | - NTT DATA Taiwan Co., Ltd.（NTT DATA APAC 100.0%）- 台湾法人 - NTT DATA Malaysia Sdn. Bhd.（NTT DATA APAC 100.0%）- マレーシア法人 - NTT DATA Australia Pty Ltd（NTT DATA APAC 100.0%）- オーストラリア法人 |

【DTSI】
- DTSI Group Holdings, Inc.（NTT DATA, Inc. 100.0%）- BPO関連事業子会社の統括

| - Diversified Technology Systems Inc.（DTSI GHD 100.0％）- フィリピン法人 |  | - Diversified Technology Solutions International, Inc.（DTSI GHD 100.0%）- フィリピン法人 |

【SAP】
- NTT DATA EUROPE GmbH & CO. KG（「NTT DATA EG」、NTT DATA, Inc. 100.0%）- グローバルSAP事業子会社の統括

| - NTT DATA Business Solutions Inc.（NTT DATA EG 100.0%）- 米国法人 - NTT DATA Business Solutions S.A.（NTT DATA EG 100.0%）- フランス法人 - NTT DATA Business Solutions Australia Pty Ltd（NTT DATA EG 100.0%）- オーストラリア法人 |  | - NTT DATA Business Solutions Ltd.（NTT DATA EG 100.0%）- 英国法人 - NTT DATA Business Solutions B.V.（NTT DATA EG 100.0%）- オランダ法人 - NTT DATA Business Solutions (Thailand) Ltd.（NTT DATA EG 100.0%）- タイ法人 |

#### NTT Ltd
NTT Limited（NTT DATA, Inc. 100.0%）- 英国を中心としたICTサービスの提供
【北米】
- NTT America HoldingsⅡ, Inc.（NTT Ltd. 100.0%）- 北米事業子会社の統括

| - NTT America, Inc.（NTT America HD 100.0%）- 米国法人 |  | - NTT Canada Inc.（NTT America HD 100.0%）- カナダ法人 |

【EMEA・中南米】
| - NTT United Kingdom Limited（NTT Ltd. 100.0%）- 英国法人 - NTT Chile SpA.（NTT Ltd. 100.0%）- チリ法人 - NTT Italia S.P.A.（NTT Ltd. 100.0%）- イタリア法人 - NTT Switzerland SA（NTT Ltd. 100.0%）- スイス法人 |  | - NTT France SAS（NTT Ltd. 100.0%）- フランス法人 - NTT Belgium NV（NTT Ltd. 100.0%）- ベルギー法人 - NTT Netherlands B.V.（NTT Ltd. 100.0%）- オランダ法人 - NTT Austria GmbH（NTT Ltd. 100.0%）- オーストリア法人 |

【APAC】
| - NTTリミテッド・ジャパン株式会社（NTT Ltd. 100.0％） - NTT Korea Co., Ltd.（NTT Ltd. 100.0%）- 韓国法人 - NTT Australia Pty Ltd（NTT Ltd. 100.0%）- オーストラリア法人 - NTT (Thailand) Limited（NTT Ltd. 100.0%）- タイ法人 |  | - NTT (Vietnam) Limited（NTT Ltd. 100.0%）- ベトナム法人 - NTT Singapore Pte. Ltd.（NTT Ltd. 100.0%）- シンガポール法人 - PT. NTT Indonesia（NTT Ltd. 100.0%）- インドネシア法人 |

【セキュリティ】
| - NTTセキュリティ株式会社（NTT Ltd. 100.0%） - NTT Security (UK) Ltd.（NTT Ltd. 100.0%）- 英国法人 - NTT Security (France) SAS（NTT Ltd. 100.0％）- フランス法人 - NTT Security GmbH（NTT Ltd. 100.0％）- ドイツ法人 - NTT Security (Australia) Pty Ltd.（NTT Ltd. 100.0%）- オーストラリア法人 |  | - NTT Security (US) Inc.（NTT Ltd. 100.0%）- 米国法人 - NTT Security (Singapore) Pte. Ltd.（NTT Ltd. 100.0%）- シンガポール法人 - NTT Security (HK) Ltd.（NTT Ltd. 100.0%）- 香港法人 - NTT Security (Switzerland) AG（NTT Ltd. 100.0%）- スイス法人 - NTT Security (India) Pvt Ltd.（NTT Ltd. 100.0%）- インド法人 |

【データセンター】
- NTT Global DATA Centers Holding Asia Pte. Ltd.（「DC-Asia」、NTT Ltd. 100.0％）- アジア事業子会社の統括

| - NTTグローバルデータセンター株式会社（DC-Asia 90.0%、NTTファイナンス 10.0%） |  | - PT NTT Global Data Centers Indonesia（DC-Asia 100.0%）- インドネシア法人 |

- NTT Global DATA Centers Holding EMEA（「DC-EMEA」、NTT Ltd. 100.0%）- EMEA事業子会社の統括

| - NTT Global DATA Centers EMEA UK Ltd.（DC-EMEA 100.0%）- 英国法人 - NTT Global DATA Centers EMEA S.a.r.l.（DC-EMEA 100.0%）- ルクセンブルク法人 |  | - NTT Global DATA Centers EMEA S.a.r.l（DC-EMEA 100.0%）- フランス法人 - NTT Global DATA Centers Switzerland AG（DC-EMEA 100.0%）- スイス法人 |

- NTT Global DATA Centers Americas, Inc.（NTT Ltd. 100.0%）- 米国法人

#### ディメンションデータ
Dimension DATA Investments South Africa (Pty) Ltd（「Dimension DATA」、NTT Ltd. 85.0%）- 南アフリカ事業子会社の統括
【アフリカ】
- Dimension DATA Middle East and Africa (Pty) Ltd.（Dimension DATA 100.0%）- アフリカ事業の統括

| - Dimension DATA (South Africa) Holdings (Pty) Ltd（DD MEA 100.0%） - Dimension DATA Solutions Ltd（DD MEA 100.0%） |  | - Dimension DATA Angola LDA（DD MEA 100.0%） - Dimension DATA (Pty) Ltd（DD MEA 100.0%） - Dimension DATA Solutions East Africa Ltd（DD MEA 100.0%） |

【APAC】
- Dimension DATA Asia Pacific Investment BV（Dimension DATA 100.0%）- APAC事業の統括

| - Dimension DATA Hong Kong Ltd（DD AP 100.0%） - Dimension DATA (Beijing) Ltd（DD AP 100.0%） - Dimension DATA (Shanghai) Ltd（DD AP 100.0%） |  | - Dimension DATA Communications Solutions (M) Sdn. Bhd.（DD AP 100.0%） - Dimension DATA Middle East LLC（DD AP 100.0%） - Dimension DATA China Ltd（DD AP 100.0%） |

【欧州】
- Dimension DATA International Ltd（Dimension DATA 100.0%）- 欧州事業

### その他
| - NTTデータ先端技術株式会社（NTTデータグループ 100.0%）- 研究開発他 - 株式会社NTTデータ・ニューソン（NTTデータ先端技術 100.0%）- DX事業等 |  | - 株式会社NTTデータだいち（NTTデータグループ 100.0%）- 特例子会社 |

## 不動産事業
NTTアーバンソリューションズ株式会社（NTT 100.0%）- まちづくり関連事業の統括

### NTT都市開発
NTT都市開発株式会社（NTTアーバンソリューションズ 100.0％）- 総合不動産デベロッパー
【管理・運営】
| - 株式会社大手町ファーストスクエア（NTT都市開発 100.0%）-「大手町ファーストスクエア」の管理 - 品川シーズンテラス株式会社（NTT都市開発 100.0%）-「品川シーズンテラス」の管理 |  | - 東京オペラシティビル株式会社（NTT都市開発 100.0%）-「東京オペラシティ」の管理 - 基町パーキングアクセス株式会社（NTT都市開発 100.0%）- 広島市基町地区の地下道路の管理 |

【グローバル】
| - NTT UD Europe Limited（NTT都市開発 100.0%）- 英国での不動産投資・運用 - NTT UD Australia Pty Ltd（NTT都市開発 100.0%）- オセアニアでの不動産投資・運用 |  | - NTT UD USA Inc.（NTT都市開発 100.0%）- 米国での不動産投資・運用 - NTT UD Asia Pte. Ltd.（NTT都市開発 100.0%）- アジアでの不動産投資・運用 |

【施設サービス】
- NTT都市開発ホテルマネジメント株式会社（NTT都市開発 100.0%）- ホテルの経営、レストラン等料飲施設の運営

【投資マネジメント】
- NTT都市開発投資顧問株式会社（NTT都市開発 100.0%）-「NTT都市開発リート投資法人」の運営業務

【地域冷暖房】
| - 株式会社エネスクエア東京（NTT都市開発 100.0%）- 熱供給事業、電気供給事業 |  | - 東京オペラシティ熱供給株式会社（NTT都市開発 100.0%）-「東京オペラシティ」等への冷暖房供給 |

### NTTファシリティーズ
株式会社NTTファシリティーズ（NTTアーバンソリューションズ 100.0％）- 総合エンジニアリング事業
【エンジニアリング】
- 日本メックス株式会社（NTTファシリティーズ 100.0%）- 建物の維持管理・保全工事等

| - 株式会社札総（日本メックス 100.0%）- 建物の維持管理、人材サービス - 株式会社ゼネラルボーサイ（日本メックス 100.0%）- 消防施設工事業 - メックスサービス株式会社（日本メックス 100.0%）- 事務代行業務、物品調達業務 - 株式会社メックステクノ東北（日本メックス 100.0%）- 人材サービス、建設業 - 株式会社メックステクノ西日本（日本メックス 100.0%）- 人材サービス、建物等の維持管理 - 株式会社メックステクノ九州（日本メックス 100.0%）- 人材サービス |  | - 株式会社ニッソウ（日本メックス 100.0%）- つくば市内の建物・設備の維持管理、修繕等 - 株式会社メックスサポート（日本メックス 100.0%）- 人材サービス - 株式会社メックステクノ中央（日本メックス 100.0%）- 日本メックスの技術支援 - 株式会社メックステクノ東海（日本メックス 100.0%）- 人材サービス - 株式会社メックステクノ中国（日本メックス 100.0%）- 人材サービス、建物総合管理 |

- 株式会社NTTファシリティーズ エンジニアリング（NTTファシリティーズ 100.0%）- ICTエンジニアリング

【コーポレート】
- 株式会社NSFエンゲージメント（NTTファシリティーズ 66.0%、ソニーピープルソリューションズ[注 11] 34.0%）- コーポレート業務

【グローバル】
| - NTT FACILITIES USA, Inc.（NTTファシリティーズ 100.0%）- 米国法人 |  | - PRO-MATRIX PTE LTD（NTTファシリティーズ 100.0%）- シンガポール法人 |

### NTTアーバンバリューサポート
NTTアーバンバリューサポート株式会社（NTTアーバンソリューションズ 100.0％）- まちづくりの総合的なマネジメント業務
- デイ・ナイト株式会社（NTTアーバンバリューサポート 100.0％）- 貸し会議室・イベントホールの運営、ロケ地の提供等

### 総合研究所
株式会社NTTアーバンソリューションズ総合研究所（NTTアーバンソリューションズ 100.0％）- まちづくりに関するシンクタンク業務等

## エネルギー事業
NTTアノードエナジー株式会社（NTT 100.0%）- 再生可能エネルギーを中心としたスマートエネルギー事業
| - 株式会社NTTスマイルエナジー（NTTアノードエナジー 51.0%、オムロン 34.0%、NTT西日本 15.0%）-「エコめがね」の販売等 - 株式会社グリーンパワーインベストメント（JERA他との共同出資）- 再生可能エネルギー発電事業 |  | - 株式会社エネット（東京ガス、大阪ガスとの共同出資）- 小売電気事業者、省エネルギーに関するコンサルティング業務 |

## 金融事業
NTTファイナンス株式会社（NTT 100.0%）- 料金請求・回収業務、クラウド決済サービス等
| - NTT Finance Americas Inc.（NTTファイナンス 100.0%）- 米国を中心としたリース業等 - NTT Finance UK Ltd（NTTファイナンス 100.0%）- 欧州を中心としたリース業等 - NTT Finance Israel L.P.（NTTファイナンス 100.0%）- イスラエルにおけるVC業務 |  | - NTT Finance Germany GmbH（NTTファイナンス 100.0%）- ドイツでのリース・ファイナンス業務 - 環宇郵電国際租賃有限公司（NTTファイナンス 42.5%）- 中国でのリース・割賦販売業務 |

NTT・TCリース株式会社（NTT 40.0%、NTTファイナンス 10.0%、東京センチュリー 50.0%）- 総合リース業
| - NTTファイナンス・アセットサービス株式会社（NTT・TCリース 70.0%、ムーバブルトレードネットワークス 30.0％）- 中古資産の売買等 - NTT Leasing Singapore Pte. Ltd.（NTT・TCリース 100.0%）- シンガポール等での航空機ファイナンス業務等 |  | - NTT TC Leasing Americas Inc.（NTT・TCリース 100.0%）- 米国でのリース・ファイナンス業務 - NTT Finance Asia Ltd（NTT・TCリース 100.0%）- 香港でのリース・ファイナンス業務 - Esperance Line S.A.（NTT・TCリース 100.0%）- 船舶のリース・ファイナンス業務 |

NTT Reinsurance, Inc.（NTT 100.0%）- キャプティブ子会社

## 先端技術開発事業
NTTアドバンステクノロジ株式会社（「NTT-AT」、NTT 100.0%）-「IOWN」事業の中核企業
| - NTT-ATシステムズ株式会社（NTT-AT 100.0%）- ソフトウェアの開発等 - NTT-ATアイピーエス株式会社（NTT-AT 100.0%）- アウトソーシング事業 - NTT-ATエムタック株式会社（NTT-AT 100.0%）- 家屋評価システムメーカー |  | - NTT-ATテクノコミュニケーションズ株式会社（NTT-AT 100.0%）- 通信設備系オペレーションシステムの開発等 - NTT-ATクリエイティブ株式会社（NTT-AT 100.0%）- クリーンルーム関連事業 |

NTTテクノクロス株式会社（NTT 100.0%）-「IOWN」に係る総合ICT事業
- NTTテクノクロスサービス株式会社（NTTテクノクロス 100.0%）- 法人向けデータセンターサービスの運営等

NTTイノベーティブデバイス株式会社（「NTT-ID」、NTT 100.0%）- 光電融合デバイス事業
| - NTTデバイステクノ株式会社（NTT-ID 100.0％）- SI事業 - NTTデバイスオブテック株式会社（NTT-ID 80.0％、古河電気工業 20.0%）- 平面光波回路メーカー - NTT Devices America Inc.（NTT-ID 100.0％）- 米国法人 - NTT DevIces Shenzhen Ltd（NTT-ID 100.0％）- 深圳市法人 - fjscaler Inc.（NTT-ID 100.0％）- 米国法人 |  | - NTTデバイスコプロ株式会社（NTT-ID 100.0％）- 総務業務、生産支援業務の受託 - NTTデバイスクロステクノロジ株式会社（NTT-ID 66.6％、富士通 33.4%）- 電子機器メーカー - NTT Devices Hong Kong Ltd（NTT-ID 100.0％）- 香港法人 - NTT Devices Europe S.r.l.（NTT-ID 100.0％）- イタリア法人 |

NTT Innovation Laboratory Israel Ltd.（NTT 100.0％）- イスラエル法人

## その他

### ヘルスケア・メディカル
NTTプレシジョンメディシン株式会社（NTT 100.0%）- ヘルスケア・メディカル事業。旧NTTライフサイエンス。
| - 新医療リアルワールドデータ研究機構株式会社（京都大学との共同出資）- 医療系ベンチャー |  | - 株式会社クリニカルサポート（NTT-PM 100.0%）- SMO事業（医薬品開発支援業務） |

### セキュリティ
NTTセキュリティホールディングス株式会社（NTT 100.0%）- セキュリティ事業子会社の統括
| - NTTセキュリティ・ジャパン株式会社（NTTセキュリティHD 100.0%） - NTT Security (Netherlands) B.V.（NTTセキュリティHD 100.0%）- オランダ法人 |  | - NTT Security (Norway) AS（NTTセキュリティHD 100.0%）- ノルウェー法人 - NTT Security (Sweden) AB（NTTセキュリティHD 100.0%）- スウェーデン法人 |

### エンジニアリング
NTTインフラネット株式会社（NTT 100.0%）- 無電柱化事業、スマートインフラ事業等
- アイレック技建株式会社（NTTインフラネット 100.0%）- 非開削推進事業、非破壊検査事業、点検・補修事業、環境計測事業

日本情報通信株式会社（NTT 65.0％、日本アイ・ビー・エム 35.0％）- SI、コンサルティング、クラウドサービス等
| - エヌアイシー・ソフト株式会社（日本情報通信 100.0%）- ソフトウェア開発等 - エヌアイシー・パートナーズ株式会社（日本情報通信 100.0%）- ディストリビューター事業 |  | - エヌアイシー・ネットシステム株式会社（日本情報通信 100.0％）- サービスの監視・保守運用業務、データセンター、オンサイト支援等 |

NTTグリーン&フード株式会社（リージョナルフィッシュ との共同出資）- 陸上養殖事業等
- 海幸ゆきのや合同会社（NTTグリーン&フード 100.0%）- 陸上養殖事業[42][43]

NTTソノリティ株式会社（NTT 100.0％）- 音響関連事業など
日本カーソリューションズ株式会社（NTT 40.5%、東京センチュリー 59.5%）- カーリース、メンテナンス業、損害保険代理業

### 広告
株式会社NTTアド（NTT 100.0%）- マーケティング機能会社
| - NTT出版株式会社（NTTアド 100.0%）- 出版業 - 日本コンピュータ・アーツ株式会社（NTTアド 100.0%）- ソーシャルメディアマーケティング事業 |  | - 株式会社情報通信総合研究所（NTT、NTTドコモ、NTTコムウェアとの共同出資）- シンクタンク業務 |

### 物流
株式会社NTTロジスコ（NTT 100.0%）- 3PL事業
- 株式会社NTTロジスコサービス（NTTロジスコ 100.0%）- 物流オペレーション、物流センターマネジメント業務

### コーポレート業務
株式会社NTT ExCパートナー（NTT 100.0%）- シェアードサービス全般など
| - 株式会社NTTビジネスアソシエ東日本（NTT ExCパートナー 51.0％、NTT東日本 49.0%）- 総務・経理等の受託業務 - 株式会社NTT HumanEX（NTTビジネスアソシエ東日本との共同出資）人材サービス |  | - きらら保険サービス株式会社（互恵サービスとの共同出資）- 保険代理店業務 - 株式会社ライフアシスト（きらら保険サービス 100.0%）- 疾病共済等の保険サービス |

NTTクラルティ株式会社（NTT 100.0%）- 特例子会社

## 医療機関

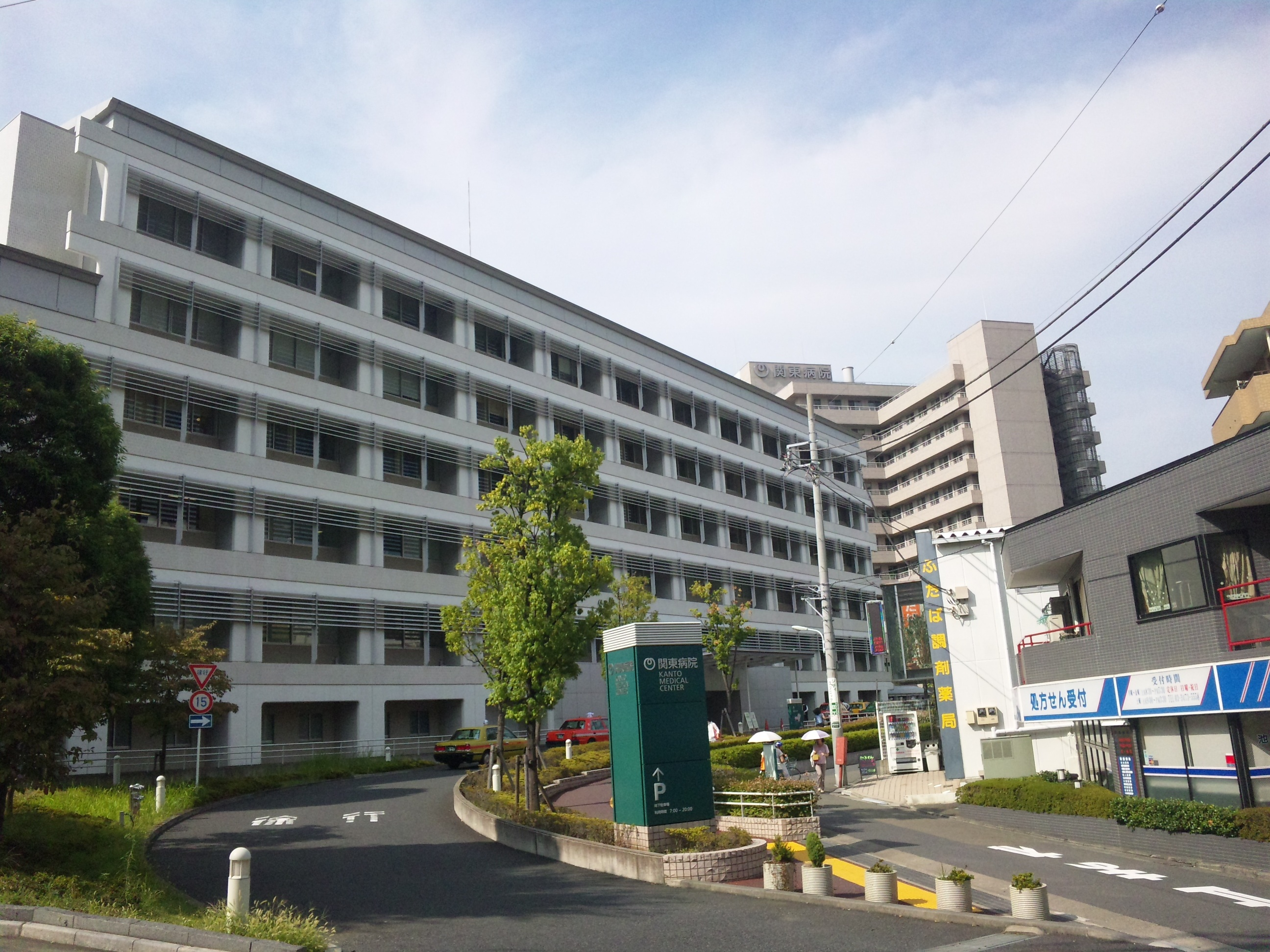
NTT東日本関東病院

旧逓信病院のうち以下の病院はNTTの管轄である（※東京逓信病院は日本郵政の管轄）。NTTグループ関係者以外の患者も利用可能となっている。
- NTT東日本関東病院
- NTT東日本伊豆病院
- NTT東日本札幌病院

### 他の医療法人などに経営移管した病院・診療所
- NTT東日本東北病院（旧東北逓信病院） - 東北医科薬科大学若林病院に改称。
- NTT東日本長野病院（旧長野逓信病院） - 朝日ながの病院に改称。
- NTT西日本金沢病院（旧金沢逓信病院） - 恵寿金沢病院に改称。
- NTT西日本東海病院 （旧東海逓信病院） - 大須病院に改称。
- NTT西日本京都病院（旧京都南逓信病院） - 洛和会東寺南病院に改称。
- NTT西日本大阪病院（旧大阪逓信病院） - 第二大阪警察病院に改称。
- NTT西日本高松診療所（旧高松逓信病院） - オリーブ高松メディカルクリニックに改称。
- NTT西日本松山病院（旧松山逓信病院） - 松山まどんな病院に改称。
- NTT西日本九州病院（旧熊本逓信病院） - くまもと森都総合病院に改称。
- NTT西日本長崎病院（旧長崎逓信病院） - 長崎あじさい病院に改称。